# Margaritopsis impatiens
Margaritopsis impatiens är en måreväxtart som först beskrevs av John Duncan Dwyer, och fick sitt nu gällande namn av Charlotte M. Taylor. Margaritopsis impatiens ingår i släktet Margaritopsis och familjen måreväxter.
Artens utbredningsområde är Panamá. Inga underarter finns listade i Catalogue of Life.